# جامعة ناغويا
جامعة ناغويا (باليابانية: 名古屋大学 ناغويا دايغاكو) وتختصر أحيانا إلى ميداي هي جامعة يابانية وطنية يقع مقرها في تشيكوسا-كو، ناغويا وتعتبر أحد أشهر الجامعات في اليابان. تأسست جامعة ناغويا عام 1871 حيث بدأت كمدرسة طبية مؤقتة، وفي عام 1939 أصبح اسمها جامعة ناغويا الإمبراطورية، ثم غيرت تسميتها إلى جامعة ناغويا في عام 1947.
على الرغم من أن معظم طلاب الجامعة هم من منطقة توكاي، إلا أنها تضم أيضا نسبة كبيرة من الطلاب من معظم أنحاء اليابان والعديد من الطلاب من الخارج حيث يسجل فيها حوالي 1500 طالب من 78 دولة.

## أشهر خريجي الجامعة
- ريوجي نويوري، الحاصل على جائزة نوبل في الكيمياء للعام 2001.
- ماكوتو كوباياشي، جائزة نوبل في الفيزياء 2008
- توشيهيده ماساكاوا، جائزة نوبل في الفيزياء 2008
- أوسامو شيمومورا، جائزة نوبل في الكيمياء 2008
- هيروشي أمانو، جائزة نوبل في الفيزياء 2014
- إيسامو أكاساكي، جائزة نوبل في الفيزياء 2014

## وصلات خارجية
- الموقع الرسمي لجامعة ناغويا